# Cẩm Hà (Quảng Nam)
Cẩm Hà is een xã van Hội An, naast Tam Kỳ de tweede stad van de provincie Quảng Nam.
Cẩm Hà ligt in het westen van Hội An tegen de grens met Điện Bàn.